# Карбаніон

Карбаніон

Карбаніо́н — частинка з негативним (принаймні, формально) зарядом на атомі Карбону. Карбаніони є спряженими основами для вуглеводнів, які виступають у ролі кислот Льюїса.
Карбаніонний центр перебуває в стані sp3-гібридизації та за відсутності спряжених з ним замісників має пірамідальну конфігурацію.
Хімічні властивості сполук Гріньяра (RMgBr чи RMgCl), а також літійорганічних сполук (RLi) відповідають властивостям негативно зарядженого карбаніона (R−).
Алільний карбаніон — карбаніон, у якому неподілена електронна пара на атомі C кон'югована з подвійним зв'язком, через що має підвищену стабільність.
R–CH=CH–CH2– ↔ R–CH––CH=CH2,